# Памятник русским воинам (Гданьск)
Памятник русским воинам (рус. дореф. Памятникъ русскимъ воинамъ, павшимъ при осадахъ Данцига, пол. Pomnik żołnierzy rosyjskich) — памятник в Гданьске в квартале Гродзиско (Хагельсберг), посвящённый памяти русских воинов, погибших при осадах Данцига 1734, 1804 и 1813 годов. Старейший сохранившийся памятник в городе.

## История
Памятник был открыт 28 сентября 1898 году и посвящён русским воинам погибшим при осадах Данцига. Памятник был создан на средства Николая II, а контроль над процессом строительства осуществляло российское консульство в Данциге. Материал был поставлен фирмой «Гранит» из Ханко (Великое княжество Финляндское). Создание памятника было возможно благодаря короткому потеплению в российско-германских отношениях.
Памятник пережил многочисленные политические потрясения и две мировые войны, в результате первой из них, оказавшись на территории Вольного города Данцига, а в результате второй — ПНР. В 1999 году был проведён ремонт памятника.

## Описание

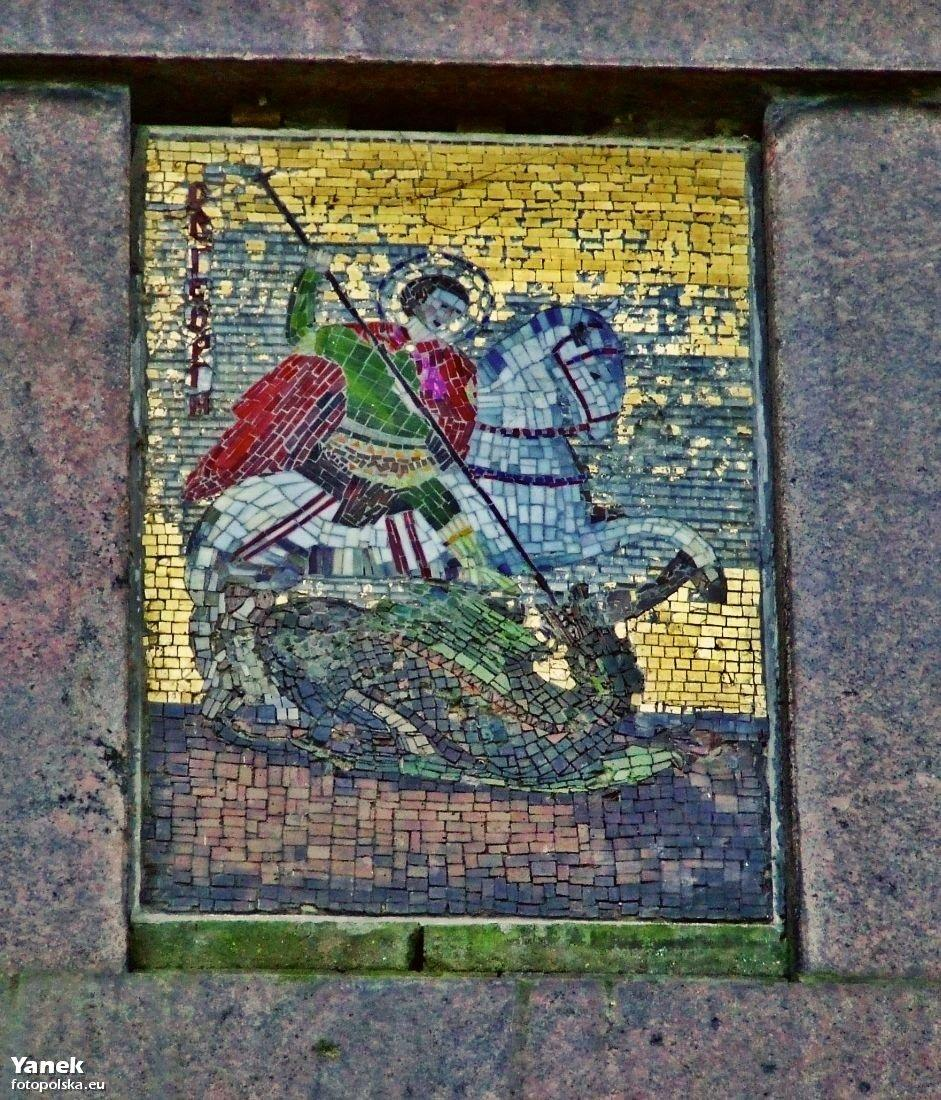
Мозаика с образом Георгия Победоносца

Памятник представляет собой обелиск из гранита, увенчанный четырёхконечным крестом. На самом монументе, сверху вниз, расположены восьмиконечный крест, на уровне под ним — мозаика с образом Георгия Победоносца, далее надпись:

  РУССКИМЪ ВОИНАМЪ
           ПАВШИМЪ
ПРИ ОСАДАХЪ ДАНЦИГА

На следующем уровне написаны годы осад:
1734. 1807. 1813
Внизу надпись «1898.» — год сооружения памятника.